# Neriene montana
Neriene montana es una especie de araña araneomorfa del género Neriene, familia Linyphiidae. Fue descrita científicamente por Clerck en 1757.
Habita en Europa, Cáucaso, Rusia (Europa al Lejano Oriente), Asia Central y Japón.
La longitud del cuerpo, excluyendo las piernas, es de aproximadamente 4 a 7 mm en ambos sexos, los machos tienen un abdomen más delgado. El caparazón es de color marrón oscuro con una línea media y márgenes más oscuros. El abdomen está marcado con un amplio folium marrón con motas pálidas y pequeñas hendiduras, rodeado por un área pálida. Las patas son de color marrón amarillento con muchas anulaciones que, junto con su tamaño, ayudan a distinguir a N. montana de especies similares. Construye una red en forma de hamaca entre arbustos o vegetación baja, sobre troncos de árboles o debajo de troncos, en los cuales descansa.